# Argyrodes kumadai
Argyrodes kumadai es una especie de araña de telaraña irregular del género Argyrodes, de la familia Theridiidae, orden Araneae. Fue descrita por Chida & Tanikawa en 1999.
Se distribuye por Asia: China y Japón. Fue publicada en A new species of the spider genus Argyrodes (Araneae: Theridiidae) from Japan previously misidentified with A. fissifrons. Acta Arachnologica 48: 31-, 36.